# Granny
Granny é um jogo eletrônico indie de survival horror lançado em 2017 desenvolvido e publicado pela DVloper. O jogo é um spin-off da série de jogos Slendrina e leva o jogador a controlar um protagonista sem nome mantido preso em uma casa, precisando resolver quebra-cabeças, achar itens e evitar ser pego pela "Granny" para escapar da casa em um período de até cinco dias. (Seis se remontar uma pintura localizada no porão)
O jogo ganhou popularidade após diversos vídeos de sua gameplay serem postados em várias plataformas de mídia social, como o YouTube e a Twitch.

## Jogabilidade
O jogo se passa em uma casa sombria e antiga, onde o jogador está mantido em cativeiro por uma criatura sobrenatural que visualmente aparenta ser uma mulher idosa, comumente chamada pelo título do jogo, "Granny", e sua filha, conhecida como "Mãe de Slendrina", que se tornará uma ameaça apenas após entrar em seu território, conhecido como "Porão da Aranha" que pode ser acessado usando uma chave em um alçapão na sala de estar. Essa chave pode ser encontrada após libertar a Mãe de Slendrina. Ela rastejará por um curto período de tempo e depois vai cuspir a chave, sumindo logo depois. O jogador deve explorar a casa para encontrar itens que possam ajudá-lo a escapar em um período de até cinco dias, ou seis caso o jogador remonte uma pintura localizada no porão. Caso contrário, Granny o matará e o jogo acaba. Os itens podem ser usados para escapar: 
1. Pela porta da frente, destrancando as fechaduras
2. Pela garagem com um carro, colocando as partes que faltam nele
3. Ou pelo porão da Aranha, destrancando as fechaduras

Granny tem um excelente senso de audição e corre em direção a qualquer som alto que ela ouve, seja de um objeto caído no chão ou de uma tábua rangendo. Ela corre em direção ao jogador até que ela o perca de vista, e quando isso acontece, ela larga armadilhas de urso pela casa para pegá-lo, ela te ouvirá se pisar numa armadilha de urso. já a Mãe de Slendrina, não ouve nada, mas tem uma visão muito melhor que Granny e ela não perderá você de vista a não ser que você vá a um lugar inacessível para ela. Quando ela avista o jogador, ela emite um grunhido alto.
O jogador pode se esconder em diversos lugares como, debaixo das camas, nos guarda-roupas, debaixo de mesas ou dentro de passagens secretas e atalhos. Granny pode te matar se te vir embaixo da cama ou escondido em guarda-roupas; se for pego por Granny, aparece uma curta cena dela batendo o seu taco de beisebol em sua cabeça. Se te ver embaixo da cama, vai te assustar e irá em sua direção. Já se for pego pela Mãe Aranha, ela de irá te agarrar e te devorar. Quando o jogador morre, o dia seguinte é iniciado. O jogador pode se defender de Granny, e ela ficará ausente por alguns instantes: 
1. Atirando nela com uma besta ou uma espingarda
2. Congelando-a ao fazê-la a andar sobre uma armadilha de gelo
3. ou prendendo-a numa sauna localizada na garagem

O tempo de ausência vária de acordo com a dificuldade ela ficará ausente por mais 30 segundos (15 na dificuldade Extreme) se levar um tiro ou explodir com gasolina. Se você à prender e não ligar a sauna, ela destruirá a tábua utilizada para trancar a porta. E a sauna só estará utilizável novamente no próximo dia. A Mãe Aranha não pode ficar ausente, e a única forma de se defender dela é por meio de uma explosão ou um tiro de espingarda, atordoando-a por alguns segundos.

## Enredo
Uma cena que está disponível apenas na versão para PC mostra o jogador caminhando por uma floresta escura e encontrando a casa da Granny, que logo aparece e o ataca deixando-o inconsciente. Logo em seguida o jogador acorda numa cama já dentro da casa, e o jogo realmente começa. De acordo com um texto escrito em um pedaço de madeira encontrado no porão, o jogador não é a primeira pessoa que a Granny prendeu, já havia uma pessoa presa na casa de granny por perder o controle de seu carro. O texto indica que ele foi gravemente ferido e ciente de que tinha poucas chances de escapar.

## Sequências

### Granny: Chapter Two
Uma sequência intitulada Granny: Chapter Two foi lançada no Android em 6 setembro de 2019, iOS no dia seguinte e 30 de dezembro do mesmo ano no Microsoft Windows. Semelhante ao primeiro jogo, o jogador está mais uma vez mantido preso em uma casa e tendo que escapar dentro de um determinado período de dias, seja: 
1. Pela porta da frente, destrancando as fechaduras
2. Por um barco no esgoto, colocando as partes que faltam
3. Ou pelo helicóptero, reparando-o. Você precisará do manual se quiser pilotar o helicóptero, caso o contrário, perderá o controle e fará o helicóptero bater. Você vai sobreviver, mas o helicóptero se tornará inutilizável.

Além da Granny, o jogo apresenta um novo antagonista, Grandpa, que tem capacidade auditiva limitada e não é alertado pela maioria dos sons, dentre os sons que ele escuta estão: 
1. Tiros
2. Seu vaso favorito caindo
3. A dama de Ferro
4. O gongo do relógio
5. Granny caindo no chão.

Ele dorme, ouve música, e alimenta seu Kraken. Já Granny toca piano, alimenta sua bisneta, e lava louça. Grandpa tem muito mais força que Granny, sendo capaz de girar sua cabeça ao te acertar com sua bengala. Na casa vemos indícios de que ele já foi um veterano de guerra. Como um bunker, onde atualmente fica a gaiola de sua bisneta, um helicóptero, bem como seu manual, e caixas com granadas espalhadas pela casa. Granny mostra indícios de que sente falta da sua neta, tocando sua melodia característica no piano.

### Granny 3
Uma segunda sequência titulada Granny 3 foi lançada no Android em 3 de junho de 2021 e no Microsoft Windows em 22 de agosto do mesmo ano.
Desta vez, o jogador encontra uma mansão e decide ir até ela por conta própria. Após passar pelo portão, ele se fecha. Quando o jogador se aproxima da porta da frente, ele se assusta com Grandpa atrás dele. O jogador leva um tiro, e ele acorda preso em uma cela no porão da casa. O jogador agora se encontra preso dentro da mansão de Granny e Grandpa, que agora estão acompanhados pela sua neta Slendrina, da série de jogos principais. O Teddy aqui é muito importante, pois ao colocá-lo no berço localizado na casa, ela te dará um item, e não aparecerá mais pelo resto da partida. Grandpa continua com sua audição habitual de Granny: Chapter Two, mas aqui, ele está usando sua espingarda, que manteve guardada no jogo anterior. A visão e precisão da mira dele variam de acordo com a dificuldade. Caso ele esteja dormindo, for atordoado ou desmaiar, você pode pegar a arma dele. Sem a arma, ele terá o ataque corpo-a-corpo habitual de Granny: Chapter Two. Se ele passar perto da arma quando ninguém está segurando ela, ele a pegará de volta e passará a usá-la normalmente. Em Granny 3, as formas de escapar são:
1. Pelo portão, colocando as partes que faltam
2. Pelo trem, colocando as partes que faltam

## Recepção
Granny 1 se tornou um sucesso viral em várias plataformas de mídia social e o segundo jogo eletrônico móvel mais assistido no YouTube em maio de 2018. É avaliado com 4,2 de 5 estrelas na Google Play Store, e 4,3 de 5 na App Store. Em junho de 2019, o jogo recebeu mais de 100 milhões de downloads. Granny: Chapter Two e Granny 3 também obtiveram um sucesso similar.